# Шульгино (Нижегородская область)
Шульгино́ — деревня в Павловском районе Нижегородской области. Входит в состав рабочего посёлка Тумботино. Население 133 (2010) человек

## Население
| 2002 | 2010 |
| ---- | ---- |
| 141  | ↘133 |

Национальный состав
Согласно результатам переписи 2002 года, в национальной структуре населения русские составляли  99% из 141 человека.